# أسل علجومي
الأسَل العلجومي (باللاتينية: Juncus bufonius) هو نوع نباتي ينتمي إلى جنس الأسل من الفصيلة الأسلية.

## البيئة والانتشار
موطنه المشرق العربي والمغرب العربي ومعظم مناطق أوروبا وأدخل أيضًا إلى الأمريكيتين وآسيا وأستراليا.

## الوصف النباتي
نبات عشبي معمر يشبه النجيليات. ينتشر بالجذامير وله سوق كثيرة من القاعدة. الساق أسطوانية رفيعة قائمة وخشنة. يصل ارتفاع النبات إلى متر. الأوراق رفيعة خيطية، ثنائية الشعب ينتهي كل فرع بواحدة إلى ثلاث. يميل النبات للون البني عند النضج. النورة الزهرية عشكولية يصل طولها إلى 20 سم. يزهر النبات في أواخر فصل الربيع.

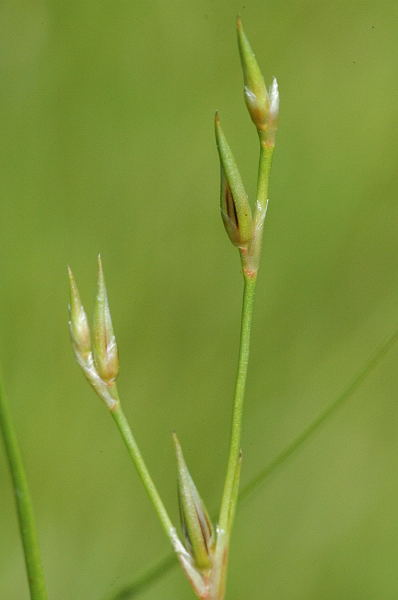
بداية ازهرار اسل علجومي